# Rio de San Trovaso
Rio de San Trovaso è un canale veneziano situato nel sestiere di Dorsoduro. Collega il Canale della Giudecca con il Canal Grande.

## Origine del nome
Il nome del rio viene dall'antica chiesa con dedicazione ai santi Gervasio e Protasio, denominazione che è stata contratta dai veneziani in Trovaso.

## Descrizione

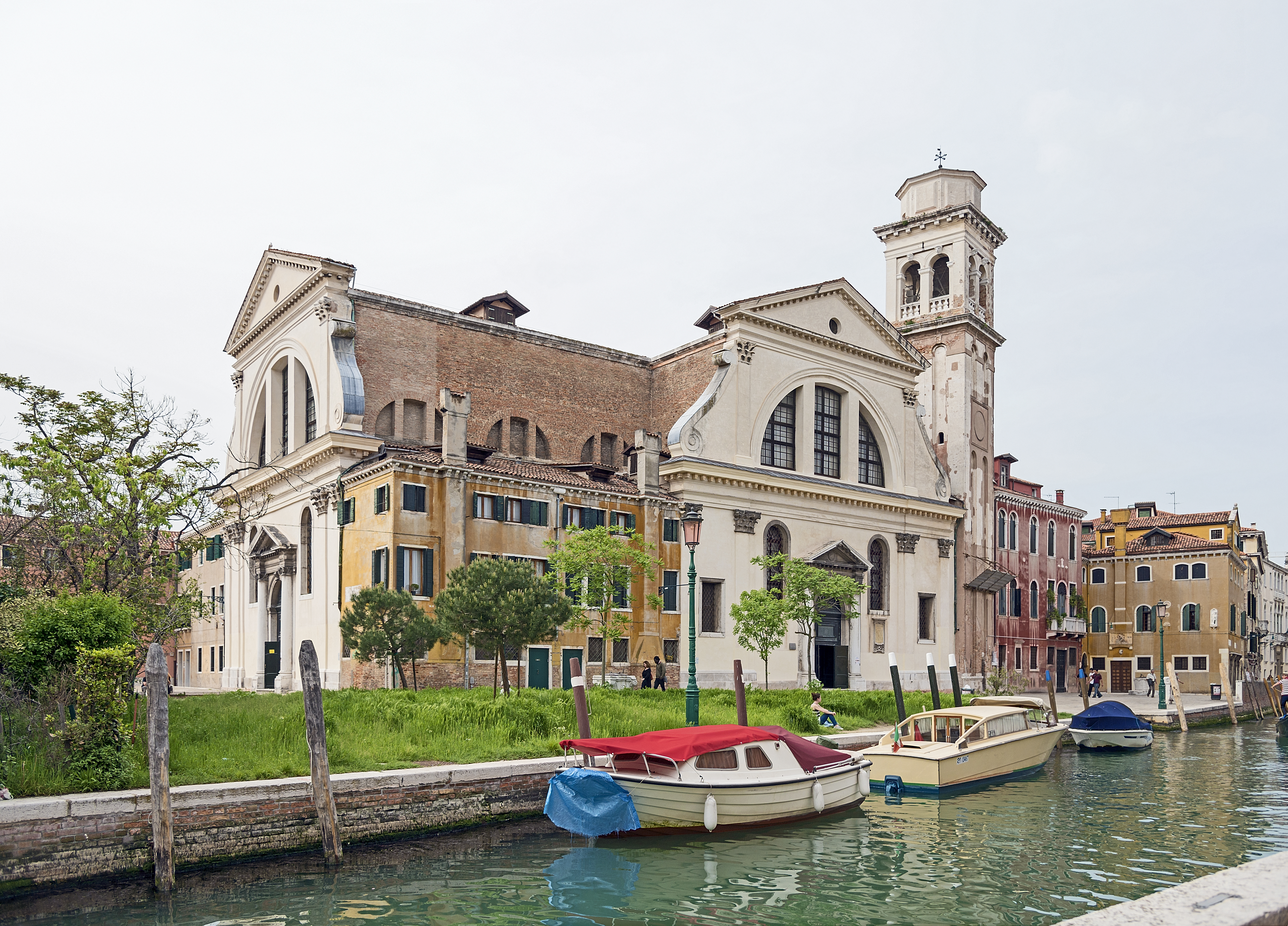
Facciata laterale della chiesa di San Trovaso che permette l'ingresso dal transetto e rivolta verso il canale

Il tracciato del rio inizia a nord dal canal Grande e si sviluppa verso sud, pressoché rettilineo, congiungendosi al canale della Giudecca tagliando la riva delle Zattere. Partendo dalla Salute è l'ultimo dei canali che consente questo diretto collegamento; la posizione e la maggiore larghezza (10,5 metri mediamente) rispetto agli altri, caratteristica che ne consente un'agevole navigazione nei due sensi, lo rende una via d'acqua utilizzata. Immediatamente alla partenza si biforca verso sud ovest incuneandosi nello stretto rio della Toletta mentre a sud, dopo lo squero di San Trovaso, accoglie l'innesto perpendicolare del rio degli Ognissanti che si sviluppa verso ovest parallelo al canale della Giudecca.
Quasi tutto il canale è affiancato da fondamente sui due lati. A est, benché l'affiancamento sia continuo e completo, la fondamenta assume nomi diversi. Dapprima il tratto di pertinenza privatadei palazzi Contarini rimane senza nome, poi fino al ponte centrale viene denominata fondamenta Priuli per diventare infine fondamenta Nani fino alle Zattere. La riva sul lato opposto, a ovest , ne fiancheggia solo una parte centrale ed è denominata fondamenta Bollani fino a quando si allarga in una propaggine del campo San Trovaso.
Il rio è attraversato da tre ponti:
- Ponte delle Meravegie, in corrispondenza della calle della Toletta,prende il nome dalla famiglia proprietaria dell'omonimo palazzo a dispetto di una tradizione che lo vuole costruito in una notte; venne segnalato per la prima volta nel 1697 dal Coronelli e segnalato come bisognoso di restauri nel 1786 in quanto pericolante a causa delle pesanti bande  laterali in muratura sostituite nel XIX secolo da ringhiere e colonnette[4];
- Ponte di San Trovaso, al centro del rio, fu costruito nel 1532 come testimonia la scritta sulla ghiera MDXXXII che accompagnava un Leone in Moeca, scalpellato via dai francesi, sull'altro lato si salvarono le soaze (cornici) con le armi dei Provveditori de Comun che ne ordinarono la costruzione[5];
- Ponte Longo, congiunge le zattere al ponte Longo con quelle ai Gesuati; la mappa del de' Barbari del 1500 documenta una originaria passerella in legno, questa struttura era più arretrata e collegava i sottoporteghi dei palazzi ai due lati del rio, quello più a est allora affacciato direttamente sul Canale della Giudecca; con il decreto del 8 febbraio 1520 i Savi magistrati alle acque[6] decisero di ristrutturare la riva delle Zattere, allora protetta solo da palizzate, e la costruzione in pietra di tutti i ponti dalla punta della Dogana; nel 1836 l'autorità asburgica decise di allargare tutta la riva e conseguentemente costruire l'attuale ponte più ampio con l'anomala (per la tradizione veneziana) arcata policentrica[7].

## Luoghi d'interesse
Lato est (fondamente privata, Priuli e Nani)
- Palazzi Contarini degli Scrigni e Corfù. Si tratta di due palazzi molto diversi ed edificati a distanza di quasi due secoli. Palazzo Corfù è edificio quattrocentesco mentre palazzo degli Scrigni risale al XVII secolo.
- Palazzo Basadonna Giustinian Recanati. Altra sede del Liceo Marco Polo per l'indirizzo artistico.
- Palazzo Barbarigo Nani Mocenigo. Palazzo quattrocentesco, residenza della famiglia Barbarigo. la famiglia Nani di San Trovaso si estinse nel XIX secolo e il palazzo entrò tra i beni di dimora dei Mocenigo. La fondamenta Nani prende il nome dalla storica casata.

Lato ovest (fondamenta Bollani e campo San Trovaso)
- Casa Mainella, Palazzetto neorinascimentale.
- Palazzo Maravegia. Palazzo patrizio della famiglia Maravegia.
- Palazzo Bollani. Sede del Liceo Marco Polo.
- Ca' Bembo. Anticamente il sito era occupato da abitazioni legate ai Barbarigo de Osso Duro (cioè di Dorsoduro). Il palazzo venne edificato dopo la suddivisione tra eredi di quegli edifici e la loro conseguente demolizione, avvenuta nel 1464
- Chiesa di San Trovaso, costruita tra le prime dopo la fondazione di Venezia, e ricostruita nel 1028 dai Barbarigo e dai Caravella. Dopo il crollo del XVI secolo fu ricostruita in sette anni. Si trova nell'omonimo campo.[1]
- Squero di San Trovaso. Rappresenta uno dei più antichi e famosi squeri veneziani ed è il classico cantiere dove si costruivano e riparavano le imbarcazioni di piccole dimensioni come le gondole.[1]